# Priscilla Bonner

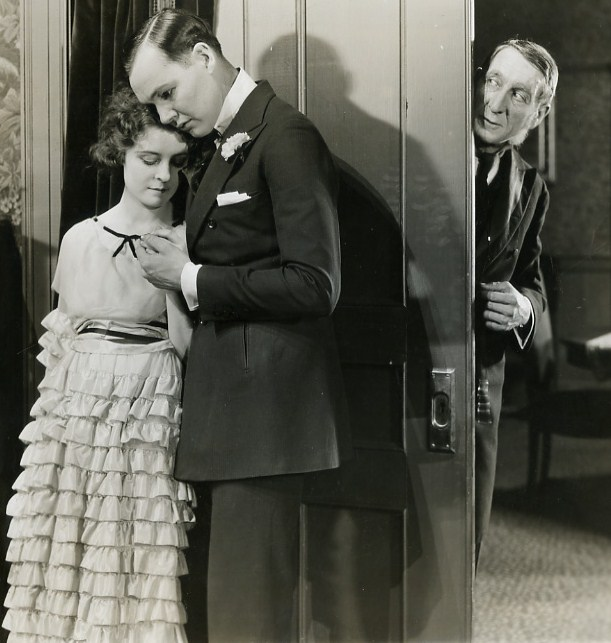
Avec Charles Ray (à g.) et Otto Hoffman, dans Le Roi du bluff (1920)

Priscilla Bonner est une actrice américaine, née le 17 février 1899 à Washington (district de Columbia), morte le 21 février 1996 à Los Angeles (Californie).

## Biographie
Priscilla Bonner apparaît au cinéma exclusivement durant la période du muet et contribue à trente-six films américains, le premier étant Le Roi du bluff de Jerome Storm (avec Charles Ray), sorti en 1920. Elle se retire définitivement de l'écran après son premier mariage en 1928, son ultime film étant Girls Who Dare (avec Rosemary Theby et Ben F. Wilson), sorti le 1er janvier 1929.
Dans l'intervalle, citons Le Repentir de Tom Forman (1922, avec Lon Chaney et Marguerite De La Motte), le western Trois sublimes canailles de John Ford (1926, avec George O'Brien et Olive Borden), ainsi que Le Coup de foudre de Clarence G. Badger et Josef von Sternberg (1927, avec Clara Bow et Antonio Romero).

## Filmographie partielle
- 1920 : Le Roi du bluff (Homer Comes Home) de Jerome Storm : Rachel Prouty
- 1920 : Honest Hutch de Clarence G. Badger : Ellen
- 1920 : The Man Who Had Everything d'Alfred E. Green : Prue Winn
- 1920 : Officer 666 (en) d'Harry Beaumont : Sadie
- 1921 : Bob Hampton of Placer de Marshall Neilan : La maîtresse d'école
- 1921 : The White Desert de Reginald Barker
- 1922 : Le Repentir (Shadows) de Tom Forman : Mary Brent
- 1923 : Purple Dawn de Charles R. Seeling : Ruth Ketchell
- 1923 : April Showers de Tom Forman : Shannon O'Rourke
- 1924 : Hold Your Breath de Scott Sidney : La sœur
- 1924 : L'Étreinte du passé (Tarnish) de George Fitzmaurice : Aggie
- 1924 : Chalk Marks de John G. Adolfi : Betty Towner
- 1925 : Le Désert blanc (The White Desert) de Reginald Barker : Mme Foster
- 1925 : Charley's Aunt de Scott Sidney : Kitty
- 1925 : Fraternité (Proud Flesh) de King Vidor : La fille de San Francisco
- 1925 : The Red Kimona de Walter Lang et Dorothy Davenport : Gabrielle
- 1925 : The Mansion of Aching Hearts de James P. Hogan : Une fille de la ville
- 1925 : La Marraine de Charley (Charley's Aunt) de Scott Sidney
- 1926 : L'Athlète incomplet (The Strong Man) de Frank Capra : Mary Brown
- 1926 : The Earth Woman de Walter Lang : Sally
- 1926 : Trois sublimes canailles (3 Bad Men) de John Ford : Millie Stanley
- 1926 : The False Alarm de Frank O'Connor : Bessie Flannigan
- 1927 : Le Coup de foudre (It) de Clarence G. Badger et Josef von Sternberg : Molly
- 1927 : The Prince of Headwaiters de John Francis Dillon : Faith Cable
- 1927 : Sa dernière culotte (Long Pants) de Frank Capra : Priscilla
- 1928 : Outcast Souls de Louis Chaudet : Alice Davis
- 1928 : Golden Shackles (en) de Dallas M. Fitzgerald : Lucy Weston